# Cofradía del Santísimo Cristo Crucificado (Monóvar)
La cofradía del Stmo. Cristo Crucificado de la Paz de Monóvar (conocida como 'El Cristo' y antaño, como "Els Mecànics") es una asociación legal (Institución Sin Ánimo de Lucro de la Generalidad Valenciana. N.º 6227. Abril de 1998) y religiosa (Aprobada por la diócesis Orihuela-Alicante. Abril de 2002) de hombres y mujeres, católicos, devotos de Cristo Crucificado. Su imagen está expuesta a veneración en la Iglesia Arciprestal de San Juan Bautista de Monóvar. Fue fundada en 1940, después del fin de la guerra civil española. Procesiona en la Semana Santa de Monóvar, junto a las otras 4 Cofradías de la ciudad.

## Historia

### Década del 1940 al 1950
En 1940, Don Octavio Ferrís Cárdenas y un grupo de jóvenes monoveros, comienzan la historia de la cofradía. Siendo él mismo el primer hermano mayor-presidente, forma el que será el primer grupo directivo de la cofradía. La cofradía está considerada como la 'joven' de Monóvar, aún sin tener datos que lo corroboren.
En los primeros años de la cofradía, esta procesiona con un Cristo de reducido tamaño perteneciente a una familia local y con unas andas procesionales halladas en el antiguo Exconvento de Capuchinos. Los hermanos, no más de 60 (hacia el año 1942), vestían con túnicas prestadas o compradas a otras cofradías de la localidad. A partir del '42, buscando la uniformidad de los cofrades, se comienzan a confeccionar túnicas de color azul mahón, propias de la cofradía. Se complementaban con un cinto de color crema y un capirote del mismo color que llegaba hasta más abajo de la cintura, con una cruz negra bordada en el pecho. El tejido usado era tosco y pesado, como el usado para confeccionar monos de trabajo, por lo que la cofradía se ganó el sobrenombre de la cofradía dels mecànics (de los mecánicos). La vestimenta se sufragó con 6 pesetas anuales por parte de cada cofrade, y 2 más para gastos corrientes de la cofradía.
En 1943, el párroco regala a D. Octavio una participación de lotería. Esta resulta premiada con la terminación del segundo premio, el 130. Con este dinero se adquiere en una librería de Valencia un Crucificado de mayor tamaño, de pasta de madera, que cuesta 2000 pesetas. También se decide comprar unas andas inutilizadas a la Cofradía de Nuestra Señora de la Soledad de Monóvar. Este crucificado se bendice la noche de Jueves Santo en el Exconvento, y desde allí sale la primera procesión del Silencio, que con el transcurso de los años se convierte en la Procesión más popular de la Semana Santa de Monóvar.
Este crucificado de pasta de madera pasa a ocupar la Sacristía de la parroquia cuando en 1946, por una indicación a la Junta Parroquial y a las cofradías, se 'recomienda' que las imágenes que desfilen sean de talla de madera. Cuando D. Octavio ya se había resignado a no celebrar la procesión del Silencio, debido a esta 'prohibición' que no dejaba procesionar la imagen de pasta, se recibe la donación de una talla de madera, por parte de Doña Encarnación Blanes, realizada por el artista monovero (pero afincado en Madrid) D. José Alarcón Pina. Sin embargo, Dª. Encarnación se guardó para sí el precio de la talla, y no lo reveló aún sufriendo apreturas económicas para sufragar el precio de la misma.
Las dificultades económicas agudizaron el ingenio para buscar formas de financiación, llegando a celebrar una becerrada, celebrada el 9 de septiembre (En las fiestas patronales de Monóvar) de 1947.
Con el paso de los años, la Cofradía alternó épocas fructíferas y de esplendor con otras que pasaron despercibidas. Varios fueron los cofrades que llevaron el título de Hermano Mayor. D. Octavio lo fue desde el 1940 hasta el 1956. Posibles discrepancias internas hicieron que D. Ramón Hernández tomara el relevo, pero al año siguiente fue D. Salvador Amorós Tortosa quien tomó las riendas de la presidencia.

### Décadas del 1950 al 1980
La década de los '50 trajo una nueva vestimenta, con un hábito negro y rojo en raso para el fajín y el capuchón. El capucho y el fajín están rematados en flecos dorados. Este nuevo capucho llega hasta la altura del esternón, por lo que se añade un crucifijo colgando en el pecho similar a los de la Orden de los Jesuitas (Este crucifijo desapareció de la venta hasta el 1995.). En 1977, se incorpora la capa de vuelo confeccionada en raso verde, con vueltas en rojo y el perfil de la cruz en la trasera, bordado con galón dorado y 3 filamentos rojos.
En 1979 entra al cargo de Hermano Mayor D. Enrique Marhuenda Botella.

### Década del 1980 al 1990
Cuando la Semana Santa finalizaba, las andas procesionales se guardaban en un local propiedad del Hermano Mayor, situado en el barrio monovero de La Cenia. Estas eran llevadas a hombros hasta allí (eran tan sólo 12 los portadores de las andas), por lo que se encarga un carro metálico que facilita el transporte de las andas del local hasta la parroquia y viceversa.
En 1981, se sutituyen los cirios que alumbraban dichas andas, por cuatro faroles de latón pulido, confeccionados en los talleres de Antonio Piró, y con este mismo modelo se confeccionan otros faroles que acompañan a la Cruz de Guía. Los 6 faroles rondan las 150000 pesetas. En este mismo año, se realiza una restauración del dorado de las andas con un coste de 32180 pesetas.
En 1982, la cofradía se conmociona con la muerte de D. José Gimeno Romero, miembro de la Junta Directiva. La cofradía ofrece en su sepelio una corona de flores.
Tras años de tranquilidad, se renueva el altar en el que se deposita la imagen. Gracias a la donación de materiales desde Mármoles Pepe, se sustituye la tela roja, los faroles y una base de madera por un chapado de pared y piso en mármol blanco. Además, se coloca una peana en mármol rojo con el escudo de la Cofradía grabado, y en él se inserta la base de la cruz. Para bendecir este altar se celebró una misa, trasladando el Cristo al altar mayor. Cuando finalizó la misa, el Cristo estrenó su nuevo altar.
En los años 1988 y 1989 se modificaron los sistemas de alumbrado de los cofrades en las procesiones. Se sustituyeron las antorchas y portacirios de madera por velones largos en cera blanca. También se adquirieron 3 timbales para lo que ya despuntaba como una importante Banda de Tambores.

### Década del 1990 al 2000
El nuevo año 1990 trajo el 50 aniversario de la Cofradía. Se convocó un concurso para seleccionar el cartel publicitario de la Semana Santa de Monóvar. El premio, valorado en 15000 pesetas, recayó sobre un artista de Altea. También, como conmemoración, se realizó una nueva Cruz de Guía, en madera con cantoneras metálicas, en los talleres de Antonio Piró, costando 275000 pesetas. Fue bendecida ante el paso del Cristo la noche de Jueves Santo por el párroco D. José Navarro. Esta procesión de Jueves Santo del 50 aniversario, fue la última para D. Enrique Marhuenda Botella como Hermano Mayor, después de 11 años de presidencia. Fue su hijo Enrique quien tomó la presidencia.

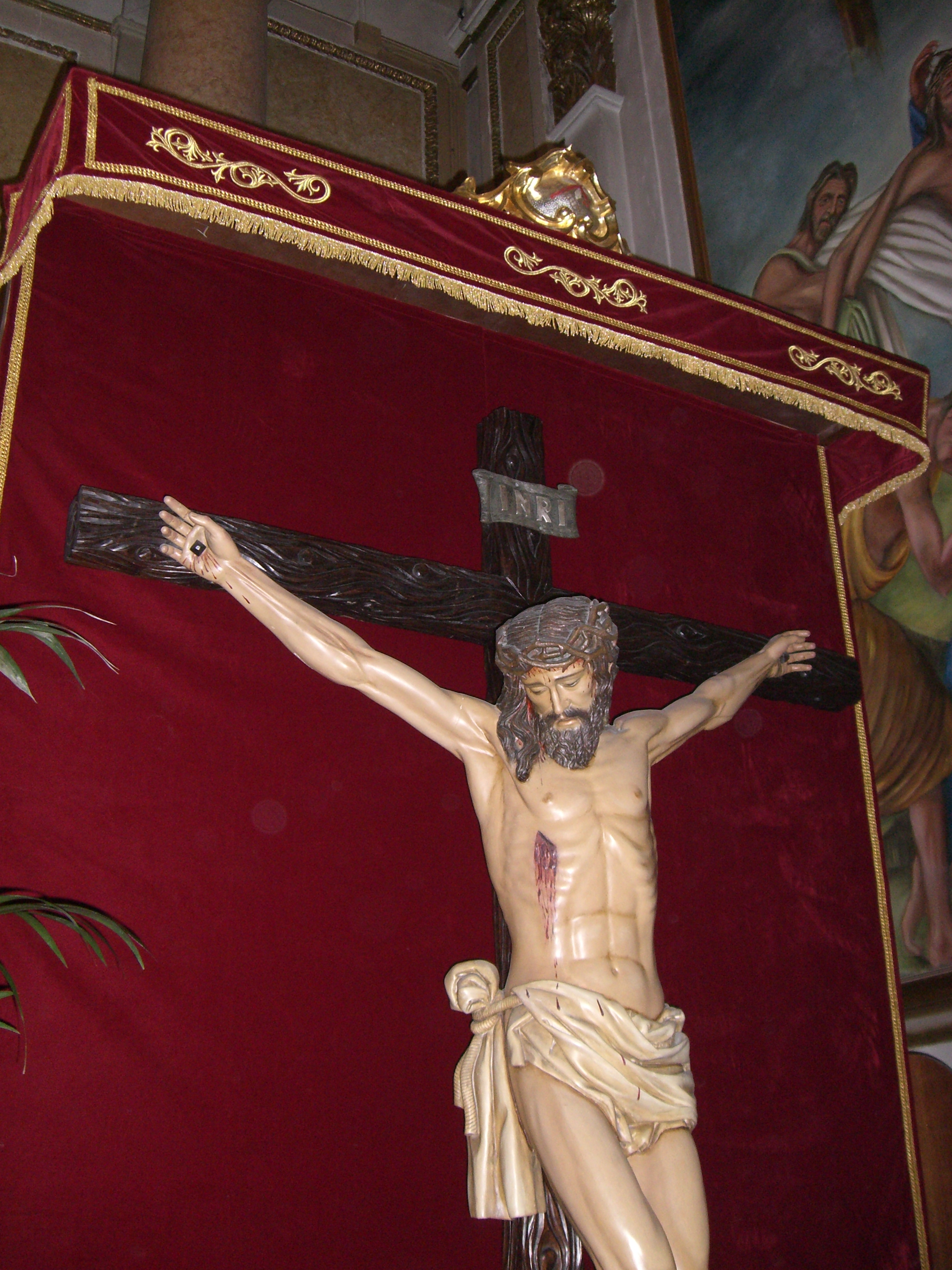
La Imagen de la Cofradía, en el período cuaresmal. 2007.

Desde 1992, la imagen del Cristo preside el Altar Mayor de la Iglesia Parroquial en los 40 días de la Cuaresma, en la parte derecha del altar.
En 1994, la procesión del Silencio llega por primera vez hasta la Ermita de Santa Bárbara, situada en lo más alto de la colina en la que se asienta Monóvar, rodeada por las estrechas, angostas y empinadas calles del casco antiguo. El paso, que había sido restaurado en su dorado nuevamente, cambió el exorno floral. Mantenido desde entonces hasta nuestros días, está formado por un gran manto de claveles rojos y un gran ramo de lirios (el verdadero nombre de estos es cala de etiopía o lirio de agua) (en Jueves Santo) y rosas (en Viernes Santo) al pie de la imagen.
Desgraciadamente, el 29 de octubre de 1995 fallece D. Enrique Marhuenda Botella. La Cofradía participó con una corona de flores en el sepelio, cubriendo el féretro con el estandarte de la cofradía.
Un hecho que, a priori, es insignificante, será la espoleta que relance a la cofradía. Se sustituyeron los velones de cera con que se alumbraban las procesiones, por un portacirios es aluminio negro con un plato dorado en el que se deposita la cera. Al poner a la venta estos portacirios, aparecen personas que desfilan en las procesiones sin ser cofrades. En este primer año en el que se venden (1995), se venden 200, y aumentan las altas de cofrades en 64.
Sin grandes acontecimientos en 1996 y 1997, llega la época clave, ya que el continuo goteo de altas da ánimos a la nueva Junta Directiva y afloran ideas y proyectos que marcarán un nuevo futuro en esta la Cofradía.

## Procesiones
La Cofradía procesiona en 2 de las procesiones de la Semana Santa de Monóvar, y realiza también un Vía Crucis popular por las calles del casco antiguo.

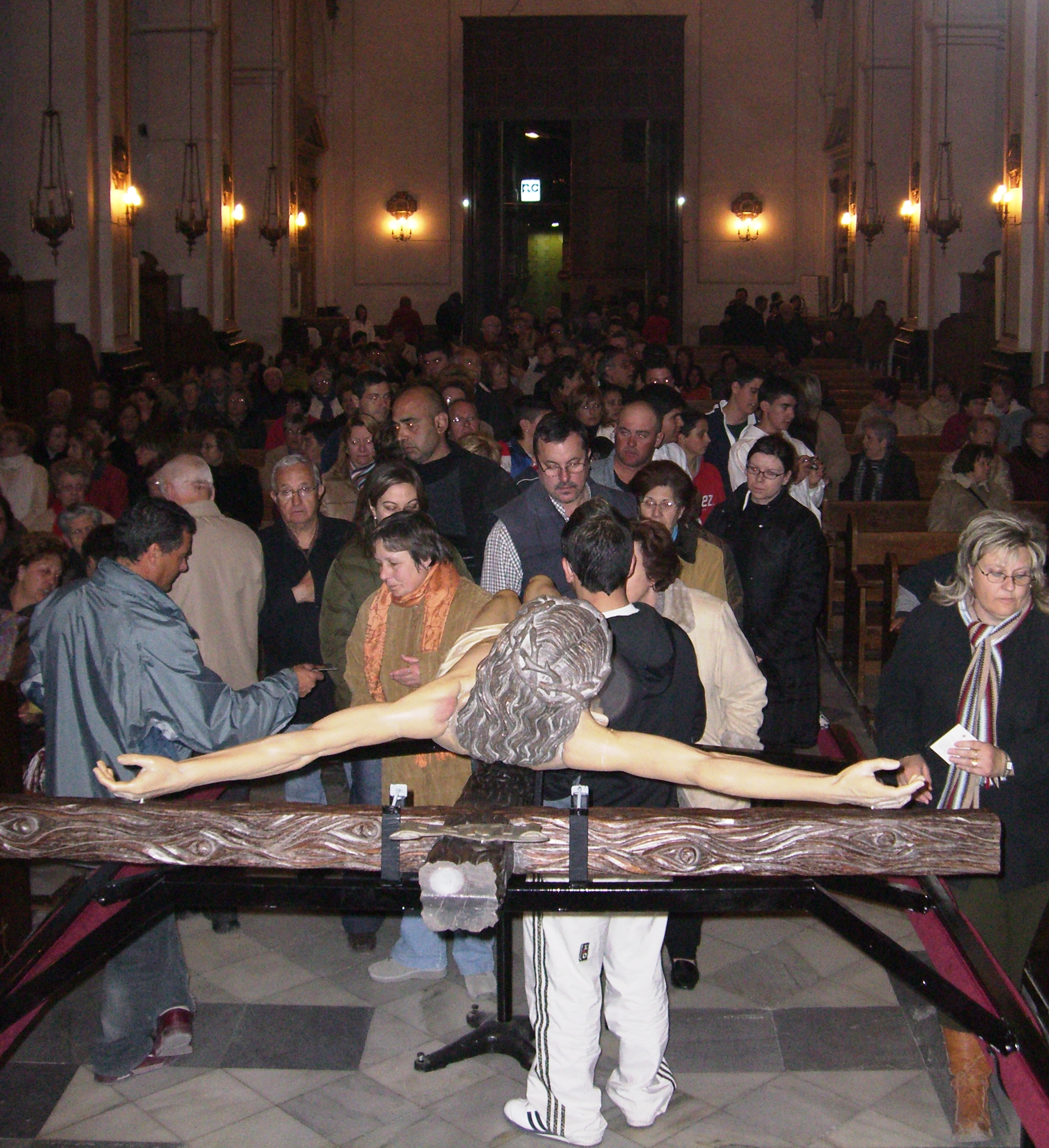
Vía Crucis 2007. Besapiés al Cristo.

### Vía Crucis
El mayor número de veces que se ha producido, ha sido a cargo de la cofradía de 'El Cristo'. En este Vía Crucis, mujeres y niños aprovechan para llevar al Cristo en sus hombros.

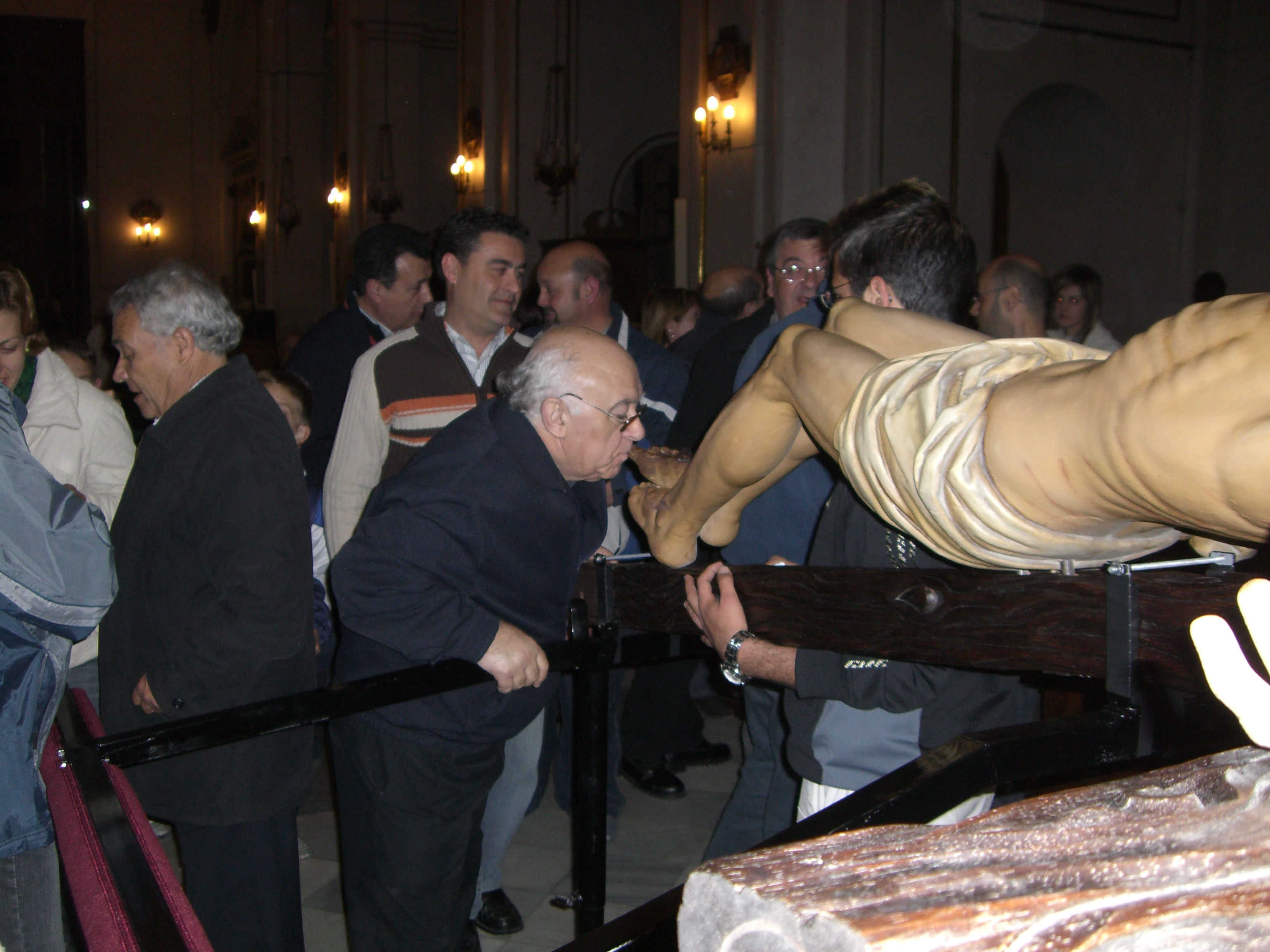
Vía Crucis 2007. 'Epi', célebre cofrade del Cristo, besa los pies del Cristo. De espaldas a él, 'Pisa', también destacado cofrade.

 No se conserva registro alguno que determine la fecha exacta en la que se inició este culto, pero sí se conoce el modo en que se daba: Tras la procesión del Silencio, los penitentes subían a la Ermita de Santa Bárbara cargados con grandes cruces de madera, que aún se conservan. En el año 1980, este acto pasó a celebrarse Viernes Santo a las 6 de la madrugada. Sin embargo, en 1983, el Vía Crucis vuelve a celebrarse justo tras la procesión del Silencio. En 1991, a consecuencia de la Guerra del Golfo y por petición del párroco, se sustituye el Vía Crucis acostumbrado por otro ofrecido por la Paz. En este, la imagen del Cristo es portada en sus propias manos por todo el que lo desee, en especial, mujeres y niños. También las estaciones son leídas por cofrades y feligreses. El itinerario seguía siendo el que va desde la Iglesia hasta la Ermita de Santa Bárbara. En 1991, el Vía Crucis es cedido a la cofradía de Nuestra Señora de los Dolores, celebrándose tras la Procesión del Silencio. En 1992 se incorpora un acompañamiento de tambores que ya al año siguiente es descartado. A partir de este momento, el Vía Crucis se celebra el viernes anterior al Viernes de Dolores, y comienza a variarse el itinerario. Hasta hoy se conserva también el Besapiés posterior a la imagen del Cristo. En el año 2000, por la falta de interés del nuevo párroco, no se celebra el Vía Crucis. Al año siguiente se recupera hasta nuestros días.

### Procesión de Jueves Santo:Procesión del Silencio
La noche de Jueves Santo, a las 23 horas, la cofradía del Santísimo Cristo Crucificado procesiona sola por las calles de Monóvar, con un itinerario diferente cada año por petición popular. Esta procesión se ha convertido en una de las más solemnes y queridas de la Semana Santa de Monóvar, en la que las calles son tan solo son iluminadas por las velas que los cofrades portan, ya que el alumbrado público se apaga al comenzar la procesión. Es la procesión favorita de los cofrades; no obstante, suele durar hasta 4 horas y, dependiendo del recorrido, puede desfilar por empinadas callejuelas del casco antiguo, que hacen la procesión tediosa y larga. Durante la Semana Santa del 2006 y 2007, se lleva a cabo un Concurso Fotográfico con la temática única de la Procesión del Silencio.

#### Concurso fotográfico 'Procesión del Silencio'
Comenzó a realizarse en el año 2006, para enriquecer el archivo fotográfico de la Cofradía. Se recibieron un total de 145 fotografías, de las cuales 2 no entraron en concurso. Participaron un total de 19 fotógrafos, con un máximo de 6 obras cada uno. Los ganadores de esta primera edición fueron:
- Ernesto Ortiz, de Elda (Alicante), con 'Al doblar la esquina'. Recibió el premio a mejor obra en blanco y negro.
- Andrés José Pérez, también de Elda, con 'Brío'. Recibió el premio a mejor obra en color.
- Juan Antonio Tabernero, de Tarazona de la Mancha (Albacete), con 'Foto Seis'. Recibió el premio al mejor obra virtual.
- Francisco Domenech, de Monóvar, con 'Dolor'. Premio a la obra local.
- Juan José Valverde, de Albacete, con la colección Noche de Silencio. Premio a la mejor colección.

En la edición de 2007, los ganadores fueron:
- Ernesto Navarro Alba, de Elda (Alicante), con 'Manos en el muro'. Recibió el premio a mejor obra en blanco y negro.
- Ernesto Navarro Alba, de Elda (Alicante), con 'Sombra'. Recibió el premio a mejor obra en color.
- Ernesto Navarro Alba, de Elda (Alicante), con 'Virgen de los Dolores'. Recibió el premio especial de la Virgen de los Dolores y San Juan de la Palma de Alicante.
- Luis Hurtado Corbí, de Monóvar. Recibió el premio a la mejor obra local.

El jurado mostró su sorpresa al descubrir que el ganador de los 3 primeros premios era el mismo fotógrafo. El jurado no conoció los nombres de los premiados hasta el fin de la deliberación.
Debido a esos rifirrafes producidos por las elecciones del 2007, en el 2008 no se produce el concurso fotográfico.

### Procesión de Viernes Santo:Procesión del Santo Entierro
Es la procesión que organiza la Cofradía del Santo Sepulcro, en la que participan las otras 4 Cofradías locales (Cofradías, en orden de salida procesional: Nuestro Padre Jesús Nazareno, Santísimo Cristo Crucificado y María Santísima de la Esperanza, Nuestra Señora de los Dolores, Santo Sepulcro y Nuestra Señora de la Soledad). Comienza a las 19'30 horas, y suele seguirse el mismo itinerario durante varios años, cambiándolo ligeramente cada cierto período de tiempo.

### Exorno floral de las procesiones

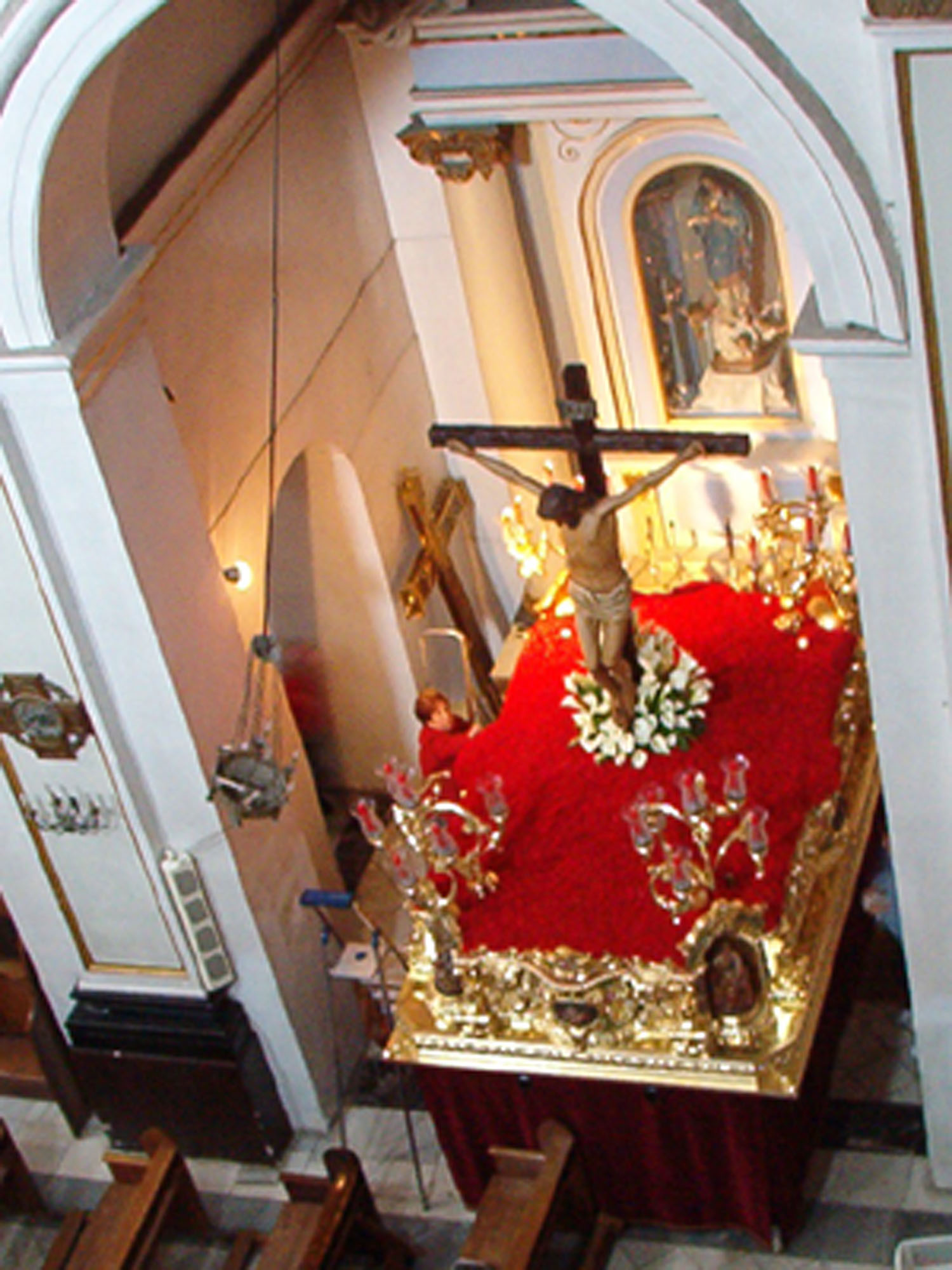
Preparación del Exorno Floral de Jueves Santo de 2004. En la fotografía, Filomena Hurtado ultimando algunos detalles.

En 1994, el exorno floral que se componía anteriormente por un gran ramo de flores autóctonas a los pies del Cristo, es sustituido por un manto de claveles rojos, simbolizando el Monte Calvario donde Jesús fue crucificado y sobre el que se derramó su sangre. El Jueves Santo, el ramo que el Cristo tiene a sus pies es de lirios blancos (su nombre real es cala de etiopía o lirio de agua), ya que Jesús aún no ha muerto. En cambio, el Viernes Santo se sustituyen por rosas rojas, que simbolizan la sangre y muerte de Cristo.
El Jueves Santo, muy temprano, un grupo más o menos fijo de cofrades del Cristo acude a la casa hermandad. Allí, más de 3800 claveles son cortados y pinchados en su base de forma totalmente manual, para ser trasladados después a la Iglesia. Este grupo de cofrades lo conforman, junto a la multitud de niños que acuden a la Iglesia a prestar su ayuda: Mª Carmen López de Atalaya, Mª Carmen Ponsoda, Santiago Ponsoda, Asunción Hurtado "Filo", Lucía Gimeno, Macarena Gimeno, Reme Rico, Carlos Navarro, Mª José Sanchíz, Raquel Poveda y Pablo Jaén. Cuando ya están cortados y pinchados los claveles, Mª Carmen López sube a las andas del Cristo y coloca a los pies de la imagen los 'lirios' (donados, en su mayoría, por particulares) uno a uno, hasta llegar a la cifra de, más o menos, 100. Después, el resto del grupo coloca sobre esponjas secas, los claveles, colocándolos de forma uniforme, formando el monte.
El Viernes Santo, por la mañana, la parte delantera del 'monte' de flores se desmonta para poder acceder a los pies de la imagen y cambiar los 'lirios' por rosas rojas. Tras esto, se vuelven a colocar los claveles que se han quitado.
Justo este día, por la noche y al finalizar la procesión y el Santo Entierro de Cristo, la multitud se dirige hacia las andas de 'el Cristo' a conseguir flores de esta imagen. Incluso cofrades de otras cofradías hacen cola en la multitud para poder llevarse uno de los claveles, ya que los 'lirios' y rosas están reservados para el altar de El Cristo y para los difuntos de la Cofradía.

## Casa-Hermandad
En 2004, se adquiere un local en la Calle Segura de Monóvar, mediante el acuerdo de los cofrades de la asamblea general del 13 de octubre de 2003 y solitando un préstamo aprobado en la misma asamblea. Con el fin de guardar allí las andas, los estandartes, faroles, etc., se acondiciona el local en 2 zonas diferenciadas: Una usada como almacén, y otra como sala de juntas y/o asambleas. Los trabajos de acondicionamiento fueron realizados por miembros de la Directiva con la ayuda adicional de José Santa, Juan Antonio Quiles, Marcela Payá, José Carlos Gimeno (que regaló el mármol y los trabajos de acondicionamiento de la fachada), Enrique Picó (que realizó el acondicionamiento de los sanitarios del servicio) y la empresa 'Rialcel', que aportó el material de limpieza y saneamiento.

## Plaza del Santísimo Cristo Crucificado
El 18 de junio de 2004, se recibe la aprobación de la Junta de Gobierno del Excmo. Ayuntamiento de Monóvar de la solicitud del 11 de junio del mismo año, solicitando que la plaza situada en la Calle Mayor y anexa al Ex-Convento de Capuchinos pasara a llamarse Plaza del Santísimo Cristo Crucificado, así como el permiso de colocación de un mural trabajado en azulejos con la imagen de esta cofradía y de 2 faroles. Se escoge esta ubicación ya que la antigua procesión del Silencio comenzaba a procesionar desde este Exconvento.

La Procesión del Silencio de 2005 pasó por delante de esta plaza, en la que se desarrolló un gran despliegue, y en la que la Coral Monovera 'Virgen del Remedio' interpretó varias piezas sacras.

## Costaleros
Las andas son portadas a hombro por cuarenta costaleros, si bien la cuadrilla está formada por más 80 costaleros.
El Reglamento de Régimen Interno en el Capítulo lll de las Andas recoge las condiciones y requisitos necesarios para ser costalero, sus derechos y obligaciones y las normas de funcionamiento, en el apartado Disposiciones Generales. Para el óptimo desarrollo de las procesiones se inician los ensayos a mediados del mes de febrero dependiendo de las fechas en que transcurra la Semana Santa, a fin de coordinar con la banda de tambores los pasos especiales, las salidas y entradas al Templo.
Don José Esteve Luz es el capataz de los costaleros, quien ha sucedido a Don Joaquín Martínez y, anteriormente, Francisco López de Atalaya, que fueron durante muchos años los capataces encargados de sacar el Paso del Cristo.
Las anteriores andas eran portadas por tan sólo 12 costaleros.

## Banda de Tambores
Las Bandas de Tambores son las responsables del proceso de expansión que sufrió la cofradía en la década de los 90.
En la época inicial, hacia los años cincuenta, 'Pisa', 'Puiki' y Enrique Alcolea, abrían el cortejo procesional junto a la banda de la Falange Española. Más adelante, a finales de los sesenta, (aunque no es posible confirmar dicho dato) ya formaban la banda los que serían los cimientos de la banda actual: Silverio Guilló, Ismael, Macando, José Durá 'Epi' y Enrique Pérez.
En los últimos años de la década de los setenta, con tambores procedentes de la OJE y de la propia cofradía, la banda estaba compuesta por Rafael Albert 'Cuxes', José Durá 'Epi', Tomás Vidal 'L'escandalós', José Enrique Poveda 'Traca', Enrique Rico 'Campana', Juan Carlos Rico 'Rico', Silverio Guilló, Salvador Vicente, Enrique Pérez y José Carlos Gimeno 'Rogi'. La cofradía asignaba una cantidad monetaria a la Banda para los gastos de esta.
En 1986, la banda llegó a los 20 integrantes.
En 1989, la banda comenzó a buscar un sonido propio, más característico y que fuera sordo y grave. Años más tarde se incluyeron 25 timbales 'bajón valenciano', 6 bombos y 3 de redoble. Y tiempo después, se añaden unas cajas chinas que dan pie a hacer toques característicos de la banda. Se cambian los banderines que adornan los timbales y en 1996 se adquiere un estandarte para la banda de tambores. Comienza un continuo goteo de altas en la banda, lo que hace necesario dividirla en la Banda Infantil y la Banda de Tambores. La primera abre la procesión junto a la Cruz de Guía y la segunda acompaña al Cristo.

### Banda de Tambores Infantil
La Banda Infantil está compuesta por alrededor de 25 tambores en los que hay timbales, redoblantes y tambores. Es la encargada de abrir el cortejo procesional. Inician la procesión con un redoble que anuncia la salida a la calle de la Cruz de Guía. También a su regreso al Templo, hacen el redoble de finalizar a la misma Cruz de Guía.

### Banda de Tambores Titular
Está formada por cuarenta y dos timbales. Nueve son bombos, que marcan el ritmo de la procesión; treinta son timbales, que dan los redobles y hacen la marcha lenta ofreciendo más detalles en momentos emotivos; y los tres restantes son los redoblantes que aparte de dar las órdenes para iniciar toques, adornan con sus redobles la marcha.
En 2003, se incorporaron a la Banda titular seis nuevos bombos, sustituyendo a los nueve anteriores, pero bombos de los llamados "de escape abierto" (sin parche en la parte inferior del bombo), lo que produce un sonido aún más grave y reverberante que en los anteriores.
Pero a la Banda 'del Cristo' la distinguen, sobre todo, los toques que suenan desde que la Banda de Tambores Titular empieza la llamada 'Salida', en la que un redoble empieza como un pequeño murmullo y poco a poco va 'in crescendo', anunciando la salida del paso. El murmullo de los tambores se rompe y del Templo sale el Paso con la imagen, balanceándose rápidamente, con un ensordecedor redoble.
Reconocible no sólo en Monóvar, sino también en Alicante en su Martes Santo. La banda monovera acompaña al Cristo del Mar. Se resaltan los llamados 'giros', en los que en cualquier esquina pronunciada, los tambores giran hacia la imagen, silenciando su marcha. Cuando el Paso empieza a doblar la esquina, se rompe el silencio de los tambores realizando un redoble que dura todo lo que el Paso tarde en doblar y encarar la esquina. Curioso es también el momento en que las cajas chinas comienzan a sonar.
Especialmente características y con auténticos problemas por la muchedumbre allí congregada, son las entradas al Templo, acto que se alarga durante varios minutos, por la cantidad de cofrades que la misma Cofradía acumula y por la aglomeración de gente alrededor del recorrido de entrada. Así, la Banda de Tambores tiene que abrir hueco a la Procesión, para que pueda esta terminar con un mínimo de espacio para hacer sus giros. Una vez colocados con redobles comienza un corte en la marcha, que silencia a la muchedumbre, y así empieza la 'revirá' del Paso. La imagen del Cristo gira sobre sí 180 grados, a un paso muy lento con un sonido piano, hasta que llega a colocarse el paso recto al Templo y en formación para hacer su entrada. Una vez colocado, se inicia una 'levantá' con el redoble de final suave e 'in crescendo', hasta que cuando la campana toca para entrar, el redoble se vuelve ensordecedor hasta el final. Este redoble, que no cambia desde hace ya años, simboliza "el momento en el que el cielo y la tierra se rompieron cuando Jesús murió, en el momento en que caía el templo judío y San Longino admitía que aquel era en verdad el hijo de Dios".

## Hermanamiento con la Hermandad Sacramental del Santísimo Cristo del Mar, Nuestra Señora de los Dolores y San Juan de la Palma
La 'fama' de la Banda de tambores llega, por mediación del antiguo capataz Joaquín Martínez hasta Alicante, y en la Semana Santa del 2003 es invitada a participar acompañando al Cristo del Mar en la procesión de Martes Santo. En este primer año de colaboración, la lluvia hace que no se celebre la procesión. Sin embargo, en el 2004 se vuelve a recibir la invitación de participación, esta vez formal y por escrito. Elogiada es la actuación de la banda en esta procesión por alicantinos, monoveros y críticos de Canal 9 que retransmiten en directo la procesión. Se comienza a gestar amistad entre las 2 cofradías, por lo que la Banda de tambores sigue asistiendo acompañando al Cristo del Mar en el 2005.
Ya en 2006, se comienza a pensar en un Hermanamiento entre las 2. La Banda de tambores sigue con la ya tradición de asistir en Martes Santo a Alicante, frente al Cristo del Mar.
Antes de finalizar 2006, comienza a construirse un Hermanamiento, preparando una serie de actos que culminarían con la salida procesional en la procesión de Jueves Santo de Monóvar del paso de palio de Nuestra Señora de los Dolores y San Juan de la Palma, lo que pareció una "locura" a los directivos de la nombrada Hermandad Sacramental, pero que se llevó a cabo el Jueves Santo de 2007. Para preparar todos estos actos, se creó una Comisión de Hermanamiento en la Cofradía del Stmo. Cristo Crucificado.

### Comisión de Hermanamiento

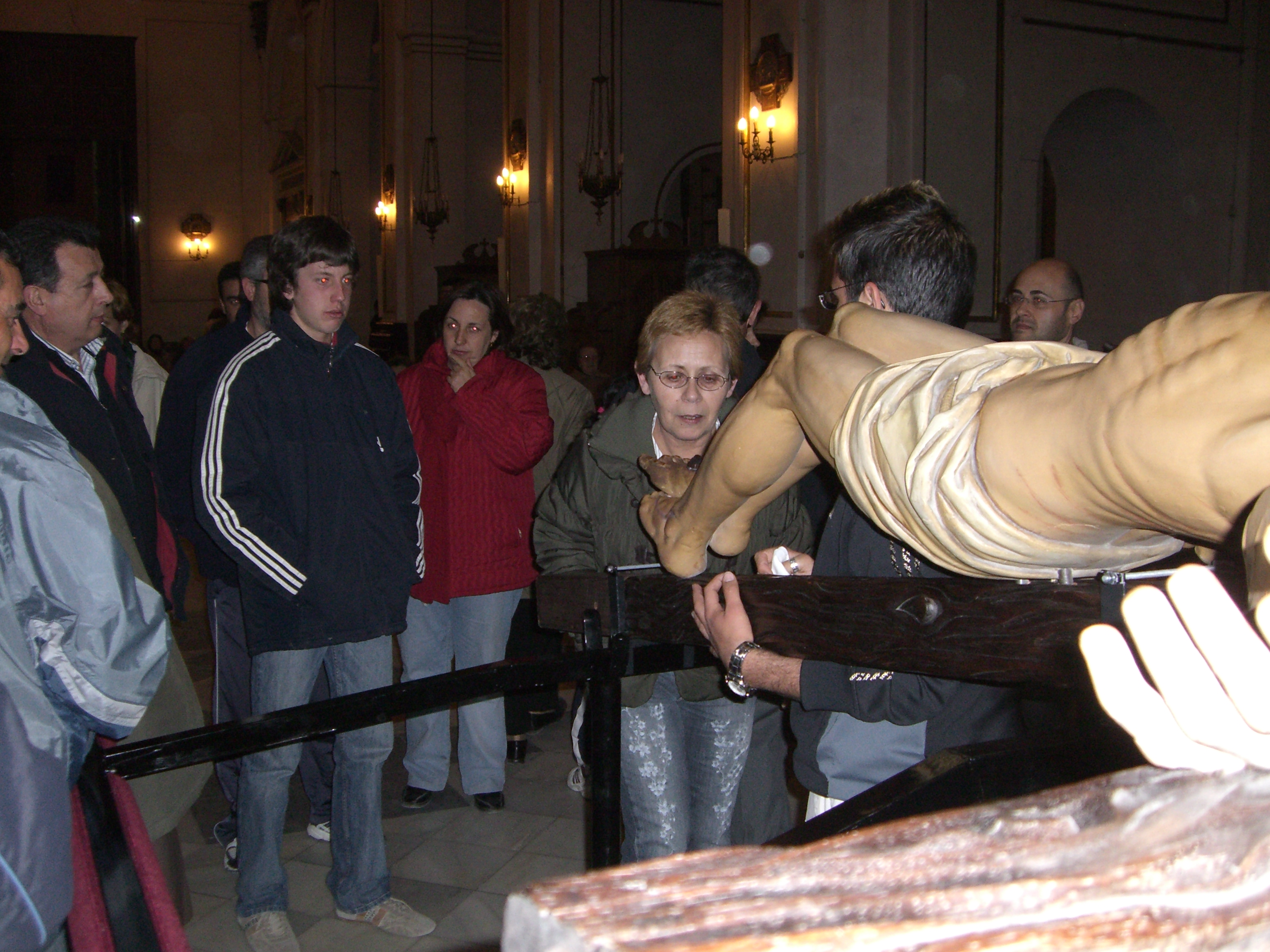
Reme Rico. Vía Crucis, 2007.

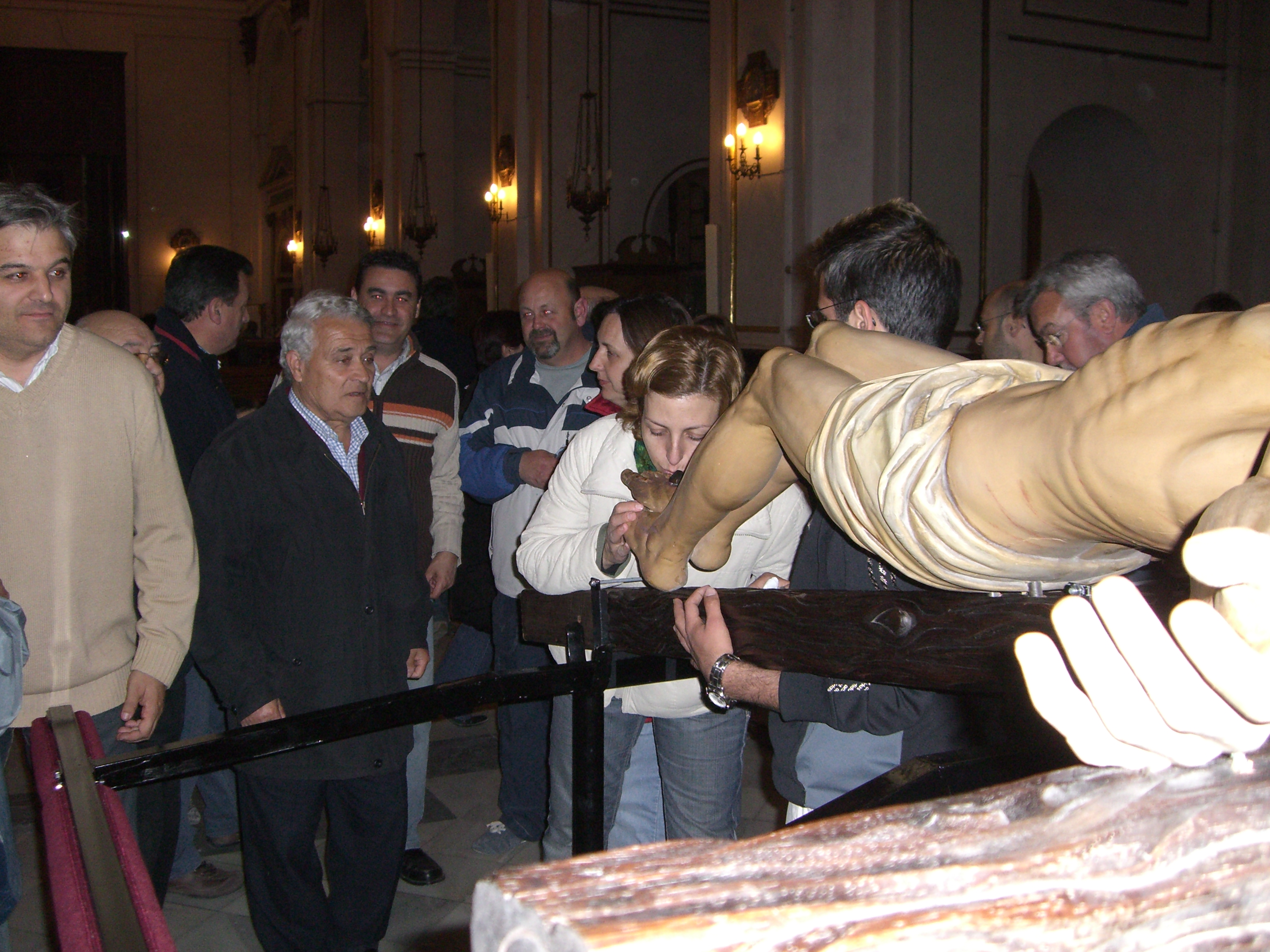
Lucía Gimeno. Vía Crucis, 2007.

Se crea en el seno de la Cofradía del Santísimo Cristo Crucificado para prever, organizar y llevar a cabo los actos que conmemoran el Hermanamiento. Esta comisión la formaron cofrades que desinteresadamente se reunían en la Casa-Hermandad cada semana. Estos cofrades son: Pablo Jaén (por aquel entonces cronista de la Junta Mayor de Cofradías de la Semana Santa de Monóvar y secretario de la Cofradía), Joaquín Martínez, Juan Carlos Rico 'Rico', Reme Rico, José Carlos Gimeno 'Rogi', Lucía Gimeno, Miguel Vidal, Javier Granja, Alberto Poveda, José Durá 'Epi', Ramón Sanchís y José Manuel Cerdá.

### Actos del Hermanamiento
26 de noviembre de 2006: Presentación Oficial del Hermanamiento entre Cofradías
Fue realizada en la Casa de la Cultura de Monóvar, el domingo 'de Feria' (26 de noviembre), a las 12,30 del mediodía. Los ponentes fueron: Enrique Marhuenda, Hermano Mayor de la Cofradía del Stmo. Cristo Crucificado; Alfredo Llopis, Hermano Mayor de la Hermandad Sacramental del Santísimo Cristo del Mar, Nuestra Señora de los Dolores y San Juan de la Palma de Alicante; Salvador Poveda, alcalde de Monóvar; Joaquín Martínez, capataz del paso del Santísimo Cristo Crucificado; Fernando Candela, capataz del paso de palio de Nuestra Señora de los Dolores y San Juan de la Palma; José Ríos 'Pisa', destacado cofrade y Presidente de la Junta Mayor de Cofradías de la Semana Santa de Monóvar, y Manuel Ricarte, presidente de la Junta Mayor de Hermandades de la Semana Santa de Alicante.

25 de febrero de 2007: Concierto de la Banda de Cornetas y Tambores de San Pedro Apóstol de Yecla
Se llevó a cabo en el Teatro Principal de Monóvar, el domingo 25 de febrero, a las 12,30 del mediodía. Un buen concierto de marchas procesionales ofrecido en 2 partes, que recibieron la ovación del público asistente. En el intermedio, el saetero 'Isidoro' ofreció saetas que agradaron mucho al público y a la organización. Al finalizar el acto, el concejal de Cultura del Ayto. de Monóvar hizo entrega a la Banda de Cornetas un conjunto de fotografías emblemáticas de la ciudad, recuerdo de Monóvar y de su paso por ella.

3 de marzo de 2007: Eucaristía y Cena en honor al Hermanamiento

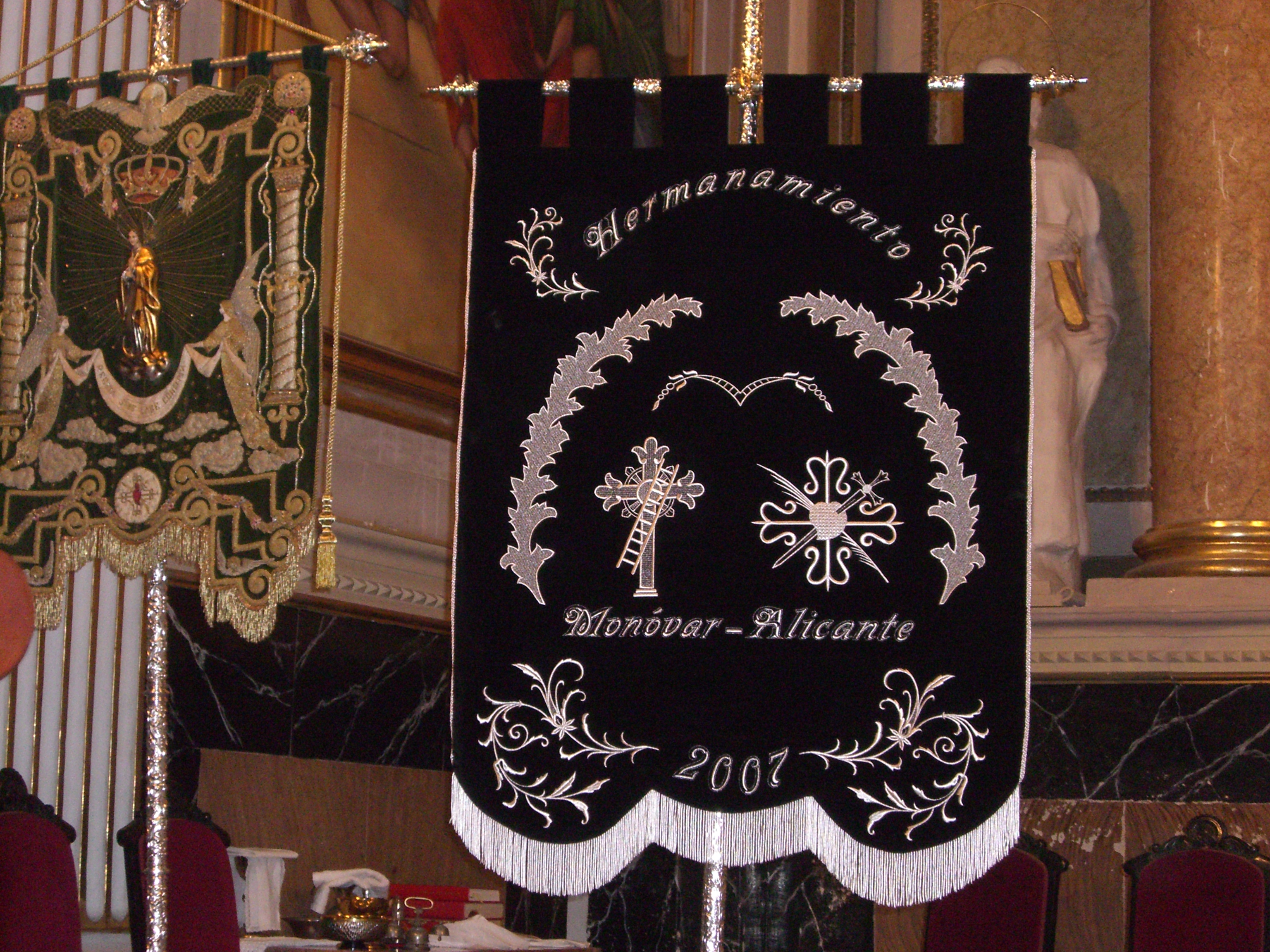
Estandarte conmemorativo del Hermanamiento entre la cofradía del Santísimo Cristo Crucificado de Monóvar y la Hermandad Sacramental del Santísimo Cristo del mar, Nuestra Señora de los Dolores y San Juan de la Palma.

El sábado 3 de marzo, a las 19,30 horas se celebró, en la Iglesia Arciprestal de San Juan Bautista y por el Obispo de la diócesis Orihuela-Alicante Don Rafael Palmero, la eucaristía en honor a la Cofradía del Santísimo Cristo Crucificado y al Hermanamiento entre la dicha cofradía y la Hermandad Sacramental del Santísimo Cristo del Mar, Nuestra Señora de los Dolores y San Juan de la Palma de Alicante. Las lecturas, salmos, peticiones, etc. fueron leídas por cofrades de las 2 cofradías. Después, el Obispo bendijo el Estandarte conmemorativo del Hermanamiento, y objetos como nuevos tambores para la Banda de Tambores, vestimentas de 2 bebés, y un cuadro de punto de cruz de la imagen del Cristo. Al finalizar la misa, se procedió a la firma del Acta de Hermanamiento por parte del Obispo, el alcalde, los Hermanos Mayores de ambas cofradías, y la Comisión de Hermanamiento al completo.
Tras la firma del Acta, la Comisión se dirigió a los salones del restaurante del Casino de Monóvar para ultimar detalles sobre la cena. A las 21,30, se abrieron sus puertas y los comensales accedieron a la cena de Hermanamiento. En ella, los Hermanos Mayores y los capataces de ambas cofradías dijeron unas breves palabras. El Hermano Mayor de la Hermandad Sacramental de Alicante entregó a Joaquín Martínez, como portavoz de la Comisión, un trofeo conmemorativo por el excelente trabajo de la dicha comisión, y al Hermano Mayor de la cofradía de 'el Cristo' una placa conmemorativa. Así mismo, este último entregó también una placa a la Hermandad Alicantina, y a José Ríos 'Pisa' y a José Durá 'Epi' por su vida y trabajo entregados a la Cofradía.

4 de marzo de 2007: Concierto Sacro a cargo de la Coral Virgen del Remedio y de la Banda de Música La Artística
La Coral Monovera, escogiendo un programa de música vocal sacra, ofreció al público con su experiencia y profesionalidad un destacable concierto. La directora, en el transcurso del concierto, dedicó unas palabras de agradecimiento a la Cofradía por pensar en ellos para este concierto conmemorativo del Hermanamiento.
En el descanso entre el concierto de la Coral y el de la Escuela de Música, subió al escenario Juan Gil, destacado cofrade fundador de la Cofradía, que narró un breve relato de los comienzos de la cofradía, contando pequeñas anécdotas y recuerdos sobre muchas de las personas que a lo largo de la historia de la cofradía han hecho posible el "engrandecimiento" de la misma.
Terminado el relato de Juan, comenzó un alabado concierto de la Escuela de Música, que ofreció varias piezas sacras y profanas de destacada calidad interpretativa, entre las que destacaron las que tocarían el Jueves Santo, en la Procesión del Silencio, acompañando al paso de palio de Nuestra Señora de los Dolores y San Juan de la Palma de Alicante.

18 de marzo de 2007: Oficio de Tinieblas a Cargo del Coro de Cámara de Elche.
El domingo 18 de marzo, a las 19,45 comenzó el Oficio de Tinieblas: Un rito que celebraban las primeras comunidades cristianas en Semana Santa, y que en la Edad Media se enriqueció, formando un verdadero concierto sacro en directo al estilo del medievo. Las excelentes voces, interpretación y ambientación, dejaron boqueabiertos a los asistentes.

5 de abril de 2007, Jueves Santo: Procesión de Jueves Santo.

La asamblea general que se realiza a finales de octubre de 2006 da como resultado la afirmativa de los asistentes de traer a Monóvar el paso de palio de La Virgen de los Dolores y San Juan de la Palma. La idea surgió desde la banda de tambores, y de ella se trasladó a la directiva. Tras la nombrada afirmativa de la Cofradía, la votación se traslada a la Junta Mayor de Cofradías de la Semana Santa de Monóvar. En ella, por votación democrática y siguiendo los estatutos de la Junta, se acepta la salida procesional del dicho paso de palio (2 votos a favor, 2 en contra y 1 abstención.).
A continuación, la crónica de esta procesión:

El Jueves 5 de abril, con previsiones de lluvia, llega el día más esperado para todos los cofrades del Cristo y para mucha gente de la localidad, ya que este mismo día procesionará el Paso de Palio de Nuestra Señora de los Dolores y San Juan de la Palma de Alicante en la procesión de esta noche. Ya Miércoles Santo, se trasladó la imagen y el palio completamente desmontado hasta la Iglesia de Monóvar, donde comenzó de nuevo a montarse el palio y a vestir a las imágenes por toda la comitiva que acompañó a su virgen. Se continuó el trabajo durante Jueves Santo, y por fin el público pudo contemplar la Procesión del Silencio de 2007:
A las 23,15, comienzan a salir nazarenos. Cuando hubieron salido de la Iglesia los más de 400 nazarenos al compás de la Banda de Tambores Infantil, comenzó la salida de la banda mayor de tambores, que volvieron a ofrecer, junto a los costaleros (agachados para que la imagen del Cristo pueda salir por el portón), una salida espectacular, en el que el cielo y el suelo se rompen ante el estruendo del redoble de los tambores. El público ofreció un merecidísimo aplauso a tambores y costaleros. Tras esto, la imagen de Palio se dispuso a salir. Con todo Monóvar expectante y la Plaza de la Iglesia completamente abarrotada para ver el famoso manto de las palomas de la bella imagen alicantina, el capataz Fernando Candela dio la orden de salida 'sufriendo'. Cuando hubo salido la imagen, la Marcha Real resonó en toda la plaza de mano de la Escuela de Música 'La Artística', que acompañó en todo momento a la Virgen de los Dolores. Transcurrió una hora desde que la Cruz de Guía salió de la Iglesia (23,15 aprox.) hasta que sonó el Himno Español.
Otro de los momentos más emocionantes fue la subida de la cuesta del restaurante 'Ole', en la calle Mollana, en las que los tambores volvieron a rugir para que el Cristo subiera la cuesta de un tirón y recibiera fervientes aplausos, y en los que el Silencio más profundo inundó la calle, sobrecogida, mientras el paso de palio subia la empinada cuesta. Cuando llegó arriba, un gran aplauso estremeció toda la zona.
Pasadas las 2,15, todos miramos al cielo emocionados: Las espesas nubes habían dejado paso a un cielo raso y cubierto de estrellas.

Rozando ya las 3,30 de la madrugada, la imagen del Cristo llega a la Plaza de la Iglesia, de nuevo abarrotada. Tras varias maniobras, el Cristo queda encarado al pueblo y de espaldas a la Iglesia. Y todos, incluso él, esperando a su madre, nuestra madre. Nuestra Señora de los Dolores subía ya la calle de la Iglesia y quedaba frente al Cristo. Se para la música y comienza el redoble de tambores, y haciéndole una 'levantá' al Cristo y moviendo el palio, Cristo, María y San Juan se encuentran (Es curioso que la imagen del Cristo, según su escultor, refleja el momento en el que Jesús le dice a María que en Juan tiene a su hijo, y que la imagen alicantina refleje también este mismo instante.). Los 'bailan', uno frente a otro, y bajan al Cristo. De nuevo, se rompe el Silencio con un sobrecogedor y espectacular toque de tambores, dejando paso a un redoble que despide al Cristo que entra ya en la Iglesia. Se acerca la Virgen de los Dolores a la puerta y suena el Himno Español, pero el capataz pide silencio. Pide una levantá a los costaleros, y les grita: 'Por Monóvar y por sus Cofradías, porque nos han tratado como en casa, o mejor. ¡Al cielo! (Anteriormente, Fernando Candela, había declarado que la Virgen de los Dolores no venía como una imagen de fuera, sino para ser la Virgen de todos los Monoveros en este día tan especial). La multitud aplaude emocionada, y comienza la entrada de la Virgen, con los costaleros 'sufriendo', con un silencio roto tan solo por el ruido del palio. Cuando logra entrar, de nuevo un aplauso inunda el interior y el exterior de la Iglesia. Y el capataz pide otra levantá, pero esta última a pulso, y la dedica a los mismos costaleros, que tanto ha trabajado y sufrido para llevar a cabo esta procesión. Son ya las 3,45 de la madrugada, y la multitud corre hacia la Virgen para conseguir alguna de sus flores. Las Cofradías suspiran aliviadas, y sienten la impresión del trabajo bien hecho por parte de la Comisión. Todo son felicitaciones hacia la organización: El pueblo de Monóvar está orgulloso. Y el alcalde, Salvador Poveda, declara: 'Esta procesión ha sido algo único, que pasará a la historia de Monóvar y de sus gentes.'
Carlos Navarro, Crónica de la Procesión del Silencio 2007.